# Lista de bispos e patriarcas de Aquileia

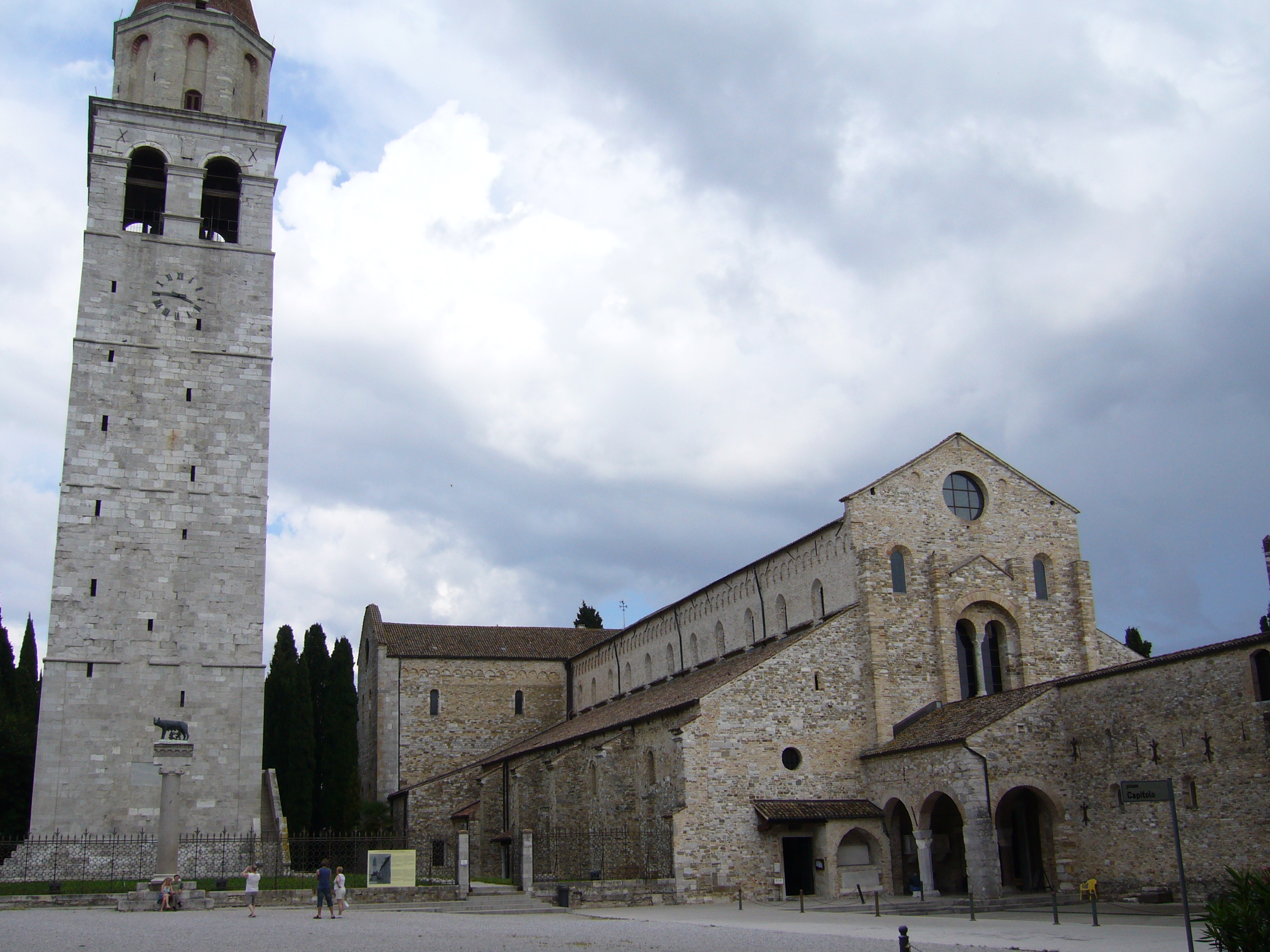
Basílica patriarcal de Aquileia

A partir de 533 os arcebispos de Aquileia renunciaram à autoridade do Papa e somente no Séc. VII foi quando voltaram a reconhecer Roma e mantiveram assim o reconhecimento legítimo de Patriarcado, assumido por eles durante o cisma.
O Patriarcado ganhou possessões em Friul, a de Carniola em 1077 e da Ístria em 1209. A autoridade temporal do Patriarca perdeu-se a partir de 7 de julho de 1420, quando seus territórios passaram ao Governo de Veneza.
O Patriarcado dissolveu-se em 1752 e sua autoridade eclesiástica foi dividida entre o Arcebispado de Gorizia (Görz) e o Arcebispado de Udine.

## Bispos de Aquileia (c. 50-355)
- São Marcos, o Evangelista - Fundador da Comunidade Cristã em Aquileia (segundo a tradição)
- Hermagoras (c. 50-70) - Protoepiscopus (Primeiro Bispo), escolhido, segundo a tradição, por São Marcos.
- Hilário da Panônia (c. 276-285)
- Crisógono I de Aquileia (c. 286-295)
- Crisógono II de Aquileia (c. 295-308)
- Teodoro de Aquileia (c. 308-319)
- Agapito de Aquileia (c. 319-332)
- Benedito de Aquileia (c. 332-?)
- Fortunaciano (c. 343-355)

## Arcebispos de Aquileia (355-557)
- Valeriano de Aquileia (369-388)
- Cromácio de Aquileia (388-407)
- Augustino de Aquileia (407-434)
- Adelfo de Aquileia (434-442)
- Máximo I de Aquileia (442-444)
- Januário de Aquileia (444-447)
- Segundo de Aquileia (451-452)
- Nicetas de Aquileia (454-485)
  - Marceliano de Aquileia (448-500) - Arcebispo rival
- Marcelino de Aquileia (500-513)
- Estêvão I de Aquileia (515-?)
- Macedônio de Aquileia (539-?) - Aderiu ao Cisma Tricapitolino

## Patriarcas de Aquileia (557-1752)
- Paulino I de Aquileia (557-569)
- Probino de Aquileia (569-570)
- Elias de Aquileia (571-586)
- Severo de Aquileia (586-606)

### Divisão da Sé Patriarcal (606-698)
- João I de Aquileia (606)

- Candidiano de Aquileia (606-612) - Patriarca em Grado
- Epifânio de Aquileia (612-613) - Patriarca em Grado
- Cipriano de Aquileia (613-627) - Patriarca em Grado
- Marciano de Aquileia (623-628)
- Fortunato de Aquileia (628-663)
- Primogênito de Aquileia (630-648) - Patriarca em Grado
- Máximo II de Aquileia (649) - Patriarca em Grado
- Felix (649-?)
- João II de Aquileia (663-?)
- Estêvão II de Aquileia (670-?) - Patriarca em Grado
- Ágato de Aquileia (679-680 ou 679-?) - Patriarca em Grado
- João III de Aquileia (680-?)
- Cristóvão de Aquileia (685-?) - Patriarca em Grado

### Após a recomposição do Cisma Tricapitolino (698)
- Pedro I de Aquileia (698-700)
- Sereno de Aquileia (711-723)
- Calisto de Aquileia (726-734)
  - Sede vacante ou sem dados (734-772)
- Sigualdo de Aquileia (772-776)
- Paulino II de Aquileia (776-802)
- Urso I de Aquileia (802-811)
- Magêncio de Aquileia (811-833)
- André de Aquileia (834-844)
- Venâncio de Aquileia (850-?)
- Teutmar de Aquileia (855-?)
- Lupo I de Aquileia (855-?)
- Valperto de Aquileia (875-899)
- Frederico I de Aquileia (901-922)
- Leão de Aquileia (922-927)
- Urso II de Aquileia (928-931)
- Lupo II de Aquileia (932-944)
- Engelfredo de Aquileia (944-963)
- Rodoaldo de Aquileia (963-984)
- João IV de Ravena 984-1017)
- Popo de Aquileia, também conhecido como Wolfgang (1019-1045)
- Eberardo de Aquileia (1045-1049)
- Gotebaldo de Aquileia (1049-1063)
- Ravengerio de Aquileia (1063-1068)

### Inicio do Principado Patriarcal de Aquileia (1077-1420)
- Sigeardo de Beilstein (1068-1077)
- Henrique de Aquileia (1077-1084)
- Frederico II de Moravia (1084-1085)
- Ulrico I de Eppenstein (1086-1121)
- Gerardo I de Aquileia (1122-1128)
  - Egilberto de Bamberg (1129-1130) - Patriarca eleito
- Peregrino I de Ortenbourg (1130-1161)
- Ulrico II de Treven (1161-1181)
- Godofredo de Aquileia (1182-1194)
- Peregrino II de Aquileia (1195-1204)
- Uolfigario de Leibrechtskirchen (1204-1218)
- Bertoldo de Meran (1218-1251)
- Gregório de Montelongo (1251-1269)
  - Filipe I de Carintia (1269-1273)[1]
- Raimundo de Torre (1273-1299)
  - Conrado da Silésia (1299)  - Não confirmado[2]
- Pedro II Gerra (1299-1301)
- Otobuono de Razzi (1302-1315)
  - Gillo da Villalta (315-1316) - Não confirmado[3]
- Gastão de Torre (1316-1318)
- Pagano de Torre (1319-1332)
- Bertrando de São Genésio (1334-1350)
- Nicolau de Luxemburgo (1350-1358)
- Ludovico I de Torre (1359-1365)
- Marquardo de Randele (1365-1381)
- Filipe II de Alençon (1381-1387) - Renunciou
- João V Sobieslaw da Morávia (1387-1394)
- Antonio I Caetani (1394-1402) - Renunciou
- Antonio II Panciera (1402-1408) - Deposto
  - Antonio III de Ponte (1409-1418 ou 1409-1412) -  Patriarca rival. Deposto
- Antonio II Panciera (1411-1412) - Segunda vez. Renunciou
- Luís de Teck ou Ludovico II ou Ludwig II de Teck (1412-1439)

### Patriarcas sob o domínio veneziano (1420-1751)
- Ludovico III Scarampi-Mezzarota (1439-1465)
  - Alexandre da Mazóvia ( 1439 - 1444) - Patriarca rival[4]
  - Sede vacante (1465-1470)
- Marcos I Barbo (1465 ou 1470-1491)
- Ermolaio I Barbaro (1491-1493)
- Nicolau II Donati (1493-1497)
- Domenico Grimani (1498-1517) - Renunciou
- Marino Grimani (1517-1529) - Renunciou
- Marcos II Grimani (1529-1533) - Renunciou
- Marino Grimani (1533-1545) - Segunda vez. Renunciou
- João VI Grimani (1545-1550) - Renunciou
- Daniel I Barbaro (1550-1570)
- Aloisio GiustinianI (1570-1585)
- João VI Grimani (1585-1593) - Segunda vez
- Francisco Barbaro (1593-1616)
- Ermolaio II Barbaro (1616-1622)
- Antonio IV Grimani (1622-1628)
- Agostino Gradenigo (1628-1629)
- Marcos III Gradenigo (1629-1656)
- Jerônimo Gradenigo (1656-1658)
- João VII Dolfino (1658-1699)
- Dionisio Dolfino (1699-1734)
- Daniel II Cardeal Dolfino (1734-1751) -  Depois Arcebispo de Udine (1752-1762)

Em 6 de julho de 1751, com a bula Iniuncta nobis, o Papa Bento XIV suprimiu o Patriarcado e os territórios foram divididos em Arquidiocese de Udine e a Arquidiocese Gorizia em 1752 e o direito de propriedade que o Patriarca detinha é fundido com o Patriarca de Veneza.